# رایان براتویت
رایان براتویت (انگلیسی: Ryan Brathwaite؛ زادهٔ ۶ ژوئن ۱۹۸۸) دونده دو با مانع اهل باربادوس است. وی در مسابقات کشوری و بین‌المللی در مجموع برندهٔ ۶ مدال طلا، ۴ مدال نقره و ۱ مدال برنز شده‌است.